# Свети Георги (Кюлахли)
„Свети Георги“ (на гръцки: Ιερά Μονή Ἁγίου Γεωργίου) е православен женски манастир във валовищкото село Кюлахли (Корифуди), Егейска Македония, Гърция, част от Валовищката епархия.

## Местоположение
Манастирът е разположен на километър югоизточно над село Кюлахли, над западния бряг на Бутковското езеро (Керкини).